# Parasa indetermina

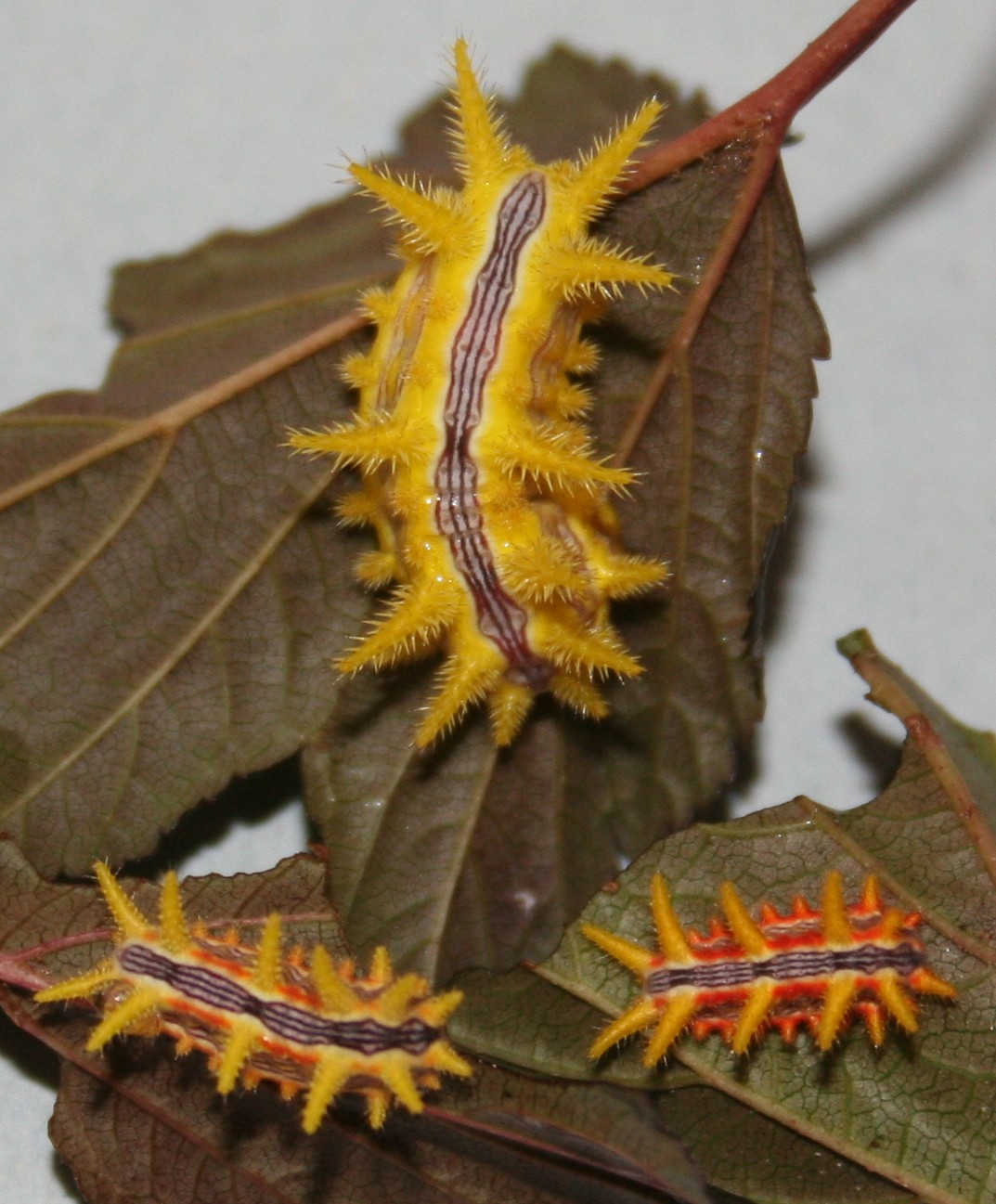
Raupen

Parasa indetermina ist ein in Nordamerika vorkommender Schmetterling (Nachtfalter) aus der Familie der Schneckenspinner (Limacodidae).

## Merkmale

### Falter
Die Flügelspannweite der Falter beträgt 23 bis 30 Millimeter. Ihre Vorderflügeloberseite zeigt nahe der Basalregion sowie in der Submarginalregion helle Brauntöne. Der mittlere Bereich ist großflächig, leicht irisierend grasgrün gefärbt und außen von einer gebogenen Linie begrenzt. Die Hinterflügeloberseite ist zeichnungslos und hat eine gelbbraune Farbe. Männchen haben gekämmte Fühler. Der Thorax ist pelzig grün und die Beine sind braun behaart, ein Saugrüssel fehlt.

### Raupe
Ausgewachsene Raupen haben verkümmerte Beine, bewegen sich schneckenartig fort und sind auffällig gefärbt. Ihre Grundfarbe ist gelblich bis rötlich. Auf der Rückenmitte verläuft ein heller Streifen, aus dem sich einige dünne, violett gefärbte Linien abheben. Auch an den Seiten sind einige dunkle Linien zu erkennen. Auf der Körperoberfläche befinden sich mehrere hornartige Auswüchse, von denen kurze Dornen ausgehen. Die auffällige Färbung gilt als Aposematismus (Warnfarbe) zur Warnung potenzieller Fressfeinde, denn für viele Lepidoptera wurden Toxine nachgewiesen. Giftverletzungen sind auch durch Raupen von Parasa indetermina bekannt. Ein spezifisches Toxin wurde jedoch nicht identifiziert.

### Ähnliche Arten
Die Falter von Parasa chloris sind kleiner und unterscheiden sich außerdem durch die nahezu gerade verlaufende äußere Begrenzungslinie des grünen Bereichs auf der Vorderflügeloberseite.

## Verbreitung und Vorkommen
Parasa indetermina kommt im Osten bis in die Mitte der USA lokal vor. Die Art besiedelt bevorzugt üppige Laubwälder sowie Parkanlagen.

## Lebensweise
Die nachtaktiven Falter erscheinen zwischen Juni und Juli. Sie besuchen künstliche Lichtquellen. Die Weibchen legen Ende Juli Eier, aus denen nach etwa neun Tagen die Jungraupen schlüpfen. Diese verstecken sich gerne auf der Unterseite von Blättern. Sie sind polyphag und ernähren sich von den Blättern verschiedener Bäume und Sträucher, dazu zählen Eichen- (Quercus), Hartriegel- (Cornus), Ahorn- (Acer), Pappel- (Populus) und Hickory-Arten (Carya) sowie Rosengewächse (Rosaceae). Die Raupen verpuppen sich im September und überwintern in einem Kokon.